# Амарант чадський
Амара́нт чадський (Lagonosticta umbrinodorsalis) — вид горобцеподібних птахів родини астрильдових (Estrildidae). Мешкає в Чаді і Камеруні.

## Опис
Довжина птаха становить 10-11 см. У самців тім'я і потилиця коричнювато-сірі, спина і верхні покривні пера крил чорнувато-коричневі, надхвістя і верхні покривні пера хвоста червоні. Стернові пера червоні. Щоки, голова з боків і груди темно-червоні, нижня частина живота і гузка чорні. Дзьоб конічної форми, товстий, сірий, лапи сірі. Самиці мають подібне, однак більш тьмяне забарвлення. У молодих птахів верхня частина тіла каштанова, нижня частина тіла охриста, на надхвісті рожевувато-червона пляма. Загалом, чадські амаранти є схожими на червоноспинних амарантів, однак мають більш червону спину.

## Поширення і екологія
Чадські амаранти мешкають на півночі Камеруну та на крайньому південному заході Чаду. Вони живуть у Східносуданській савані — кам'яністій місцевості, порослій високою траво, деревами і чагарниками. Живляться насінням трав, яке шукають на землі. Гніздування припадає на сезон дощів.